# Снігурівська районна рада
Снігурі́вська райо́нна ра́да — районна рада Снігурівського району Миколаївської області, з адміністративним центром в м. Снігурівка.

## Географія
Територією, що підпорядкована міській раді, протікають річки Інгулець і Висунь. Тут беруть початок і розташовані Інгулецька та Явкінська зрошувальні системи

## Історичні відомості
У березні 1923 року було утворено Снігурівський район

## Голови районної ради
- Козирєв Валерій Григорович[2]

26.03.2006 — 31.10.2010 (V скликання)
- Козирєв Валерій Григорович[2]

31.10.2010 — 2015 (VI скликання)

## Районна рада

### VI скликання
- Кількість депутатських мандатів у раді — 40
- Кількість депутатських мандатів, отриманих кандидатами у депутати за результатами виборів — 40

| Суб'єкт висування                                       | Кількість обраних депутатів | %    |
| ------------------------------------------------------- | --------------------------- | ---- |
| Партія регіонів                                         | 23                          | 57,5 |
| Політична партія Всеукраїнське об'єднання «Батьківщина» | 5                           | 12,5 |
| Сильна Україна                                          | 3                           | 7,5  |
| Фронт Змін                                              | 3                           | 7,5  |
| Комуністична партія України                             | 2                           | 5    |
| Народна партія                                          | 2                           | 5    |
| Партія зелених України                                  | 1                           | 2,5  |
| Народний Рух України                                    | 1                           | 2,5  |